# Meridiano 123 E
O meridiano 123 E é um meridiano que, partindo do Polo Norte, atravessa o Oceano Ártico, Ásia, Oceano Índico, Austrália, Oceano Antártico, Antártida e chega ao Polo Sul. Forma um círculo máximo com o Meridiano 57 W.
Começando no Polo Norte, o meridiano 123º Este tem os seguintes cruzamentos:
| País, território ou mar | Notas |
| ----------------------- | --- |
| Oceano Ártico           | |
| Mar de Laptev           | |
| Rússia                  | Iacútia Oblast de Amur                                                                                   |
| China                   | Heilongjiang Mongólia Interior Heilongjiang Mongólia Interior Jilin Mongólia Interior Liaoning           |
| Mar da China Oriental   | Passa a leste da Península de Shandong, China · Passa a leste das ilhas na prefeitura de Zhoushan, China |
| Japão                   | Ilha Yonaguni                                                                                            |
| Oceano Pacífico         | Mar das Filipinas                                                                                        |
| Filipinas               | Ilha de Luzon                                                                                            |
| Golfo de Ragay          | |
| Filipinas               | Ilha Burias                                                                                              |
| Mar de Sibuyan          | |
| Filipinas               | Ilha Panay                                                                                               |
| Estreito de Guimaras    | |
| Filipinas               | Ilha Negros                                                                                              |
| Mar de Sulu             | |
| Filipinas               | Ilha de Mindanao                                                                                         |
| Mar de Celebes          | |
| Indonésia               | Ilha Celebes (Península Minahassa)                                                                       |
| Golfo de Tomini         | |
| Indonésia               | Ilha Celebes (Península Oriental)                                                                        |
| Estreitos de Peleng     | |
| Indonésia               | Ilha Peleng                                                                                              |
| Mar de Banda            | Passa a oeste da ilha Manui, Indonésia                                                                   |
| Indonésia               | Ilha Wowoni e Buton                                                                                      |
| Mar de Banda            | |
| Indonésia               | Ilhas Buton                                                                                              |
| Mar de Banda            | |
| Indonésia               | Ilhas Buton                                                                                              |
| Mar de Banda            | |
| Indonésia               | Ilhas das Flores, Adonara e Solor                                                                        |
| Mar de Savu             | |
| Indonésia               | Ilha Roti                                                                                                |
| Oceano Índico           | |
| Austrália               | Ilhas Ashmore e Cartier                                                                                  |
| Oceano Índico           | |
| Austrália               | Austrália Ocidental                                                                                      |
| Oceano Índico           | |
| Oceano Antártico        | |
| Antártida               | Território Antártico Australiano, reivindicado pela Austrália                                            |